# Our Little Secret
Our Little Secret är en amerikansk romantisk komedifilm med jultema som hade premiär på Netflix den 27 november 2024. Filmen är regisserad av Stephen Herek efter ett manus skrivet av Hailey DeDominicis.

## Handling
Filmen kretsar kring två bittra ex som upptäcker att deras nya partners är syskon. Som lök på laxen måste de tillbringa julen under samma tak. Samtidigt som de gör allt för att dölja sin tidigare relation.

## Rollista (i urval)
- Lindsay Lohan – Avery
- Ian Harding – Logan
- Kristin Chenoweth – Erica
- Jon Rudnitsky – Cameron
- Katie Baker – Cassie
- Jake Brennan – Callum
- Dan Bucatinsky – Leonard
- Tim Meadows – Stan
- Judy Reyes – Margaret
- Henry Czerny – Mitchell
- Bobbie Eakes – Cheryl
- Chris Parnell – veterinär
- Brian Unger – Paul